# رادکوف (ناحیه سویتاوی)
رادکوف (به چکی: Radkov) یک منطقهٔ مسکونی در جمهوری چک است که در ناحیه سویتاوی واقع شده‌است. رادکوف ۶٫۶۳ کیلومتر مربع مساحت و ۱۱۶ نفر جمعیت دارد و ۳۳۰ متر بالاتر از سطح دریا واقع شده‌است.